# Ossi Urchs
Oswald Hans „Ossi“ Urchs (* 16. August 1954 in Köln; † 25. September 2014 in Offenbach am Main) war ein deutscher Medienunternehmer, Sachbuchautor und Fernsehmoderator. In den Medien galt er als Internetpionier und -experte.

## Leben
Urchs wurde 1954 in Köln geboren und hatte in seiner Jugend erste Medienerfahrungen als Kindersprecher beim Westdeutschen Rundfunk, wo er sich zum Regieassistenten ausbilden ließ. Er studierte von 1973 bis 1979 Philosophie, Theaterwissenschaft und Politikwissenschaft in Köln und München und schloss sein Studium mit einem M.A. ab. Seit 1980 arbeitete er als selbstständiger Autor und Regisseur im Bereich Unterhaltung, Feature und Reportage sowie für Kinder- und Jugendprogramme, darunter Produktionen für verschiedene Sender der ARD, ZDF, RTL, Sat.1 und K-ABC (Los Angeles).
Ab 1982 betrieb er mit seiner Frau Sigi Höhle die Medien-Agentur FFT, in der sein Schwerpunkt in der Ausarbeitung von Internetstrategien für Unternehmen lag. 1993 wurde Urchs durch eine Werbekampagne eines Zigarettenherstellers als „Minister for Tomorrow“ einer breiteren Öffentlichkeit bekannt.
Bereits 1997/98 war Urchs im Fernsehen für den Nachrichtensender n-tv bzw. das Magazin NetNews zu sehen. Von 1999 bis 2001 moderierte er gemeinsam mit Tim Cole die Sendung „eTalk“ von der Cebit, anfangs für n-tv, später für N24. Daneben trat er in den Medien (u. a. Tagesschau, ZDF, WDR 5, Phoenix Runde auf Phoenix, Deutschlandfunk, Manager Magazin, Tagesspiegel, heise.de und Net-Investor) sowie auf Veranstaltungen von Wirtschaft und Hochschulen (Hochschule Pforzheim, Universität Passau) als Experte für das Internet und soziale Medien auf.
2009 war er Moderator der Veranstaltung Social Media – Der Einfluss des Konsumenten auf die Markenführung beim Deutschen Multimediakongress des Bundesverbandes Digitale Wirtschaft. 2010 war er beim PR-Tag des Public Relations Verbandes Austria und 2011 beim Kongress der Deutschen Marktforschung des Berufsverbandes Deutscher Markt- und Sozialforscher Eröffnungsredner.
Ossi Urchs war im Fachbeirat und in der Jury des Best of Social Media Awards sowie in der Jury des Success for Future Awards vertreten. Außerdem war Urchs Dozent im Fachbereich Musikbusiness an der Popakademie Baden-Württemberg.
Bereits an Krebs erkrankt, veröffentlichte Urchs 2013 sein letztes Sachbuch, zusammen mit Tim Cole verfasst: Digitale Aufklärung: Warum uns das Internet klüger macht.
Er starb am 25. September 2014 an den Folgen einer im Januar 2013 diagnostizierten Krebserkrankung in einem Hospiz in Offenbach.

## Rezeption
In einem Nachruf bezeichnet heise online Urchs „bei aller Technikfaszination“ als „zutiefst“ spirituellen Menschen, der das Label Internet-Guru gerne trug und viel durch Indien reiste. Gegenüber der Frankfurter Rundschau äußerte er: „Guru heißt in Sanskrit Lehrer, und ich finde es gut, Wissen zu vermitteln“. Durch seine Dreadlocks und mit „dem Rauschebart war Ossi Urchs aber nicht nur optisch eine Bereicherung für jede Anzugträgerveranstaltung. Er hatte immer was zu sagen, und es lohnte sich, ihm zuzuhören.“
Die Rheinische Post nennt Urchs einen „Teil des gesellschaftlichen Aufbruchs der 68er“ sowie einen „Early User“, der sich sehr früh mit dem Medium analytisch auseinandersetzte. „Als der Computer in die Privathaushalte einzog, wurde Urchs zum Vermittler, erklärte den Umgang mit PC und Online-Medien in Fernsehsendungen oder auch im Magazin Playboy.“ Er war einer der ersten, der – nach Angaben seiner Frau – sagte, „dass das Internet unsere gesamte Art zu leben, zu arbeiten und zu lernen verändern wird“ und galt Ende der 1980er Jahre mit „solchen Prognosen noch als Spinner.“ Sein „Markenzeichen war seine Jatta, seine aus Indien übernommene Langhaarfrisur.“

## Veröffentlichungen
- mit Sigi Höhle und Gertrude Duby-Blom: Das Antlitz der Mayas. Athenäum, Königstein/Ts. 1982, ISBN 3-7610-8239-8.
- mit Harald Zapp: Hands on Internet-Telefonie. Die neue Ratgeber-Reihe für die Praxis. Smartbooks, 2006, ISBN 3-908497-27-2.
- mit Tim Cole: Digitale Aufklärung: Warum uns das Internet klüger macht. Carl Hanser Verlag, 2013, ISBN 978-3-446-43673-2.

## Beiträge
- Von der Kommunikation zur eCommunication: Neue Trends im Online-Marketing. In: GfK-Nürnberg, 2000, S. 59–73.[14]
- Computer-Geschichte: Ach, Mausi! auf Einestages, 5. Dezember 2008.